# Большеглазый полоз
Большеглазый полоз (лат. Ptyas mucosa) — вид змей из семейства ужеобразных, обитающих в некоторых областях Южной и Юго-Восточной Азии. Длина этой крупной змеи составляет почти два метра, её цвет варьирует от светло-коричневого в засушливых регионах до почти чёрного в сырых лесах. Они часто встречаются в городских районах, где обитает множество грызунов; их главной пищей нередко являются крысы.

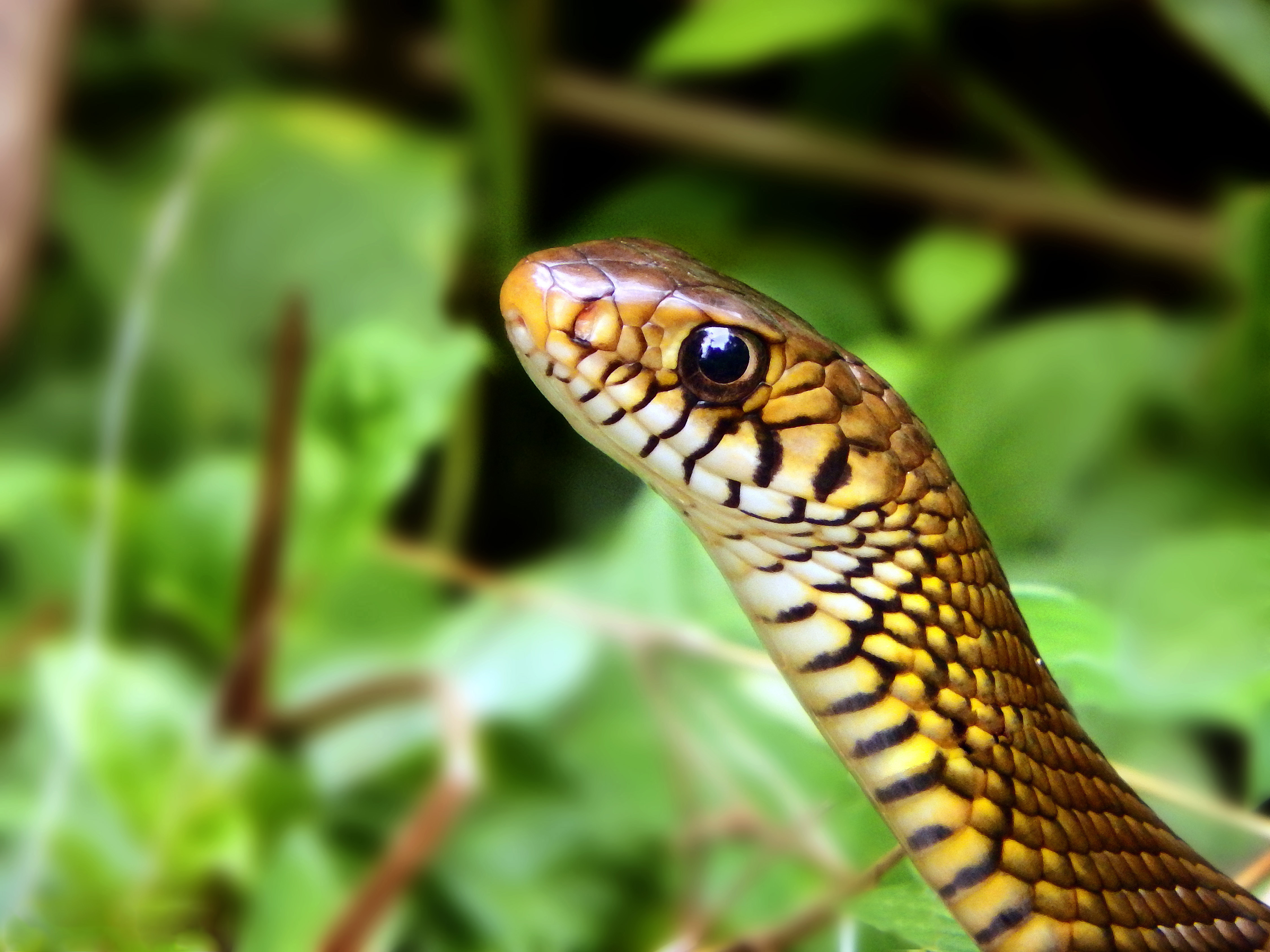

Обитает в Афганистане, Бангладеш, Бирме (Мьянма), Камбодже, Китае, Индии (в этой стране распространена более всего), Шри-Ланке, Индонезии, Иране, Лаосе, Западной Малайзии, Непале, Пакистане, Тайване, Таиланде, Туркмении, Вьетнаме. При угрозе эти змеи могут рычать. Наиболее интересной особенностью этих змей является их мимикрия, делающая их очень похожими на королевских кобр. Тем не менее, эта мимикрия часто оказывается им во вред, если змея живёт с людьми, поскольку очень часто она ошибочно принимается за королевскую кобру или других подобных змей, таких как индийская кобра, и часто уничтожается людьми по этой причине.